# Spéciale Halloween de la Ferme Tégrité
 (avril 2022).
La mise en forme du texte ne suit pas les recommandations de Wikipédia : il faut le « wikifier ».
Les points d'amélioration suivants sont les cas les plus fréquents. Le détail des points à revoir est peut-être précisé sur la page de discussion.
- Les titres sont pré-formatés par le logiciel. Ils ne sont ni en capitales, ni en gras.
- Le texte ne doit pas être écrit en capitales (les noms de famille non plus), ni en gras, ni en italique, ni en « petit »…
- Le gras n'est utilisé que pour surligner le titre de l'article dans l'introduction, une seule fois.
- L'italique est rarement utilisé : mots en langue étrangère, titres d'œuvres, noms de bateaux, etc.
- Les citations ne sont pas en italique mais en corps de texte normal. Elles sont entourées par des guillemets français : « et ».
- Les listes à puces sont à éviter, des paragraphes rédigés étant largement préférés. Les tableaux sont à réserver à la présentation de données structurées (résultats, etc.).
- Les appels de note de bas de page (petits chiffres en exposant, introduits par l'outil «  Source ») sont à placer entre la fin de phrase et le point final[comme ça].
- Les liens internes (vers d'autres articles de Wikipédia) sont à choisir avec parcimonie. Créez des liens vers des articles approfondissant le sujet. Les termes génériques sans rapport avec le sujet sont à éviter, ainsi que les répétitions de liens vers un même terme.
- Les liens externes sont à placer uniquement dans une section « Liens externes », à la fin de l'article. Ces liens sont à choisir avec parcimonie suivant les règles définies. Si un lien sert de source à l'article, son insertion dans le texte est à faire par les notes de bas de page.
- La présentation des références doit suivre les conventions bibliographiques. Il est recommandé d'utiliser les modèles {{Ouvrage}}, {{Chapitre}}, {{Article}}, {{Lien web}} et/ou {{Bibliographie}}. Le mode d'édition visuel peut mettre en forme automatiquement les références.
- Insérer une infobox (cadre d'informations à droite) n'est pas obligatoire pour parachever la mise en page.

Pour une aide détaillée, merci de consulter Aide:Wikification.
Si vous pensez que ces points ont été résolus, vous pouvez retirer ce bandeau et améliorer la mise en forme d'un autre article.
Spéciale Halloween de la Ferme Tégrité (Tegridy Farms Halloween Special en VO) est le cinquième épisode de la vingt-troisième saison de la série télévisée d'animation américaine South Park . Le 302e épisode au total de la série, il a été diffusé en premier sur Comedy Central aux États-Unis le 30 octobre 2019. L'épisode est centré sur les tentatives du cultivateur de marijuana Randy Marsh de résoudre le "problème de marijuana" de sa fille Shelly, qui est lié à la question des relations de Randy avec le gouvernement chinois, un scénario récurrent au cours de la saison. Une intrigue secondaire concerne une surprise qui attend Butters Stotch après sa visite à une exposition d'artefacts égyptiens dans un musée de Denver.

## Synopsis
Le producteur de marijuana Randy Marsh, propriétaire de Tegridy Farms, annonce une promotion spéciale Halloween à sa famille. Cependant, sa fille, Shelly, a un "problème de marijuana". Elle croit que ça sent mauvais et rend les gens "plus bêtes qu'ils ne le sont déjà". Randy essaie de la convaincre des bienfaits de la marijuana, mais Shelly, obstinée, souhaite que ce soit à nouveau illégal. Randy emmène Shelly à une exposition d'anciens artefacts égyptiens au Musée de la nature et des sciences de Denver, lui ayant promis une sortie père-fille au cours de laquelle ils pourraient se lier, mais lorsqu'il tente d'attirer l'attention sur le fait que les anciens Égyptiens utilisaient une corde de chanvre, elle est furieuse de se rendre compte que le voyage était une autre tentative de l'amener à sa façon de penser à la marijuana.
Pendant ce temps, Butters Stotch visite la même exposition dans le cadre de ses efforts pour compléter le livre de tampons qui l'accompagne. Lorsqu'il en vient à la momie du roi égyptien Took-Tan-ra, un employé âgé du musée l'avertit que cette momie abrite une "ancienne malédiction d'amour" et l'exhorte à ne pas mettre le cachet de Took-Tan-ra dans son livre. Butters ignore l'avertissement, après quoi la momie mort-vivante de Took-Tan-ra rend visite à Butters dans sa chambre une nuit. Initialement horrifié par le monstre déchaîné, Butters voit alors qu'il veut simplement serrer Butters dans ses bras et lui offrir un appareil FitBit en cadeau. Le reconnaissant Butters informe Took-Tan-ra qu'il en a déjà un et donnera ce nouveau à un ami, mais Took-Tan-ra est furieux et sort en trombe. Après que le déchaînement de la momie ait fait cinq morts et des dégâts matériels, la police rend visite à Butters et raconte que la momie leur a parlé de la "dispute" qu'il a eue avec Butters. Butters est étonné que la momie ait parlé à la police, qui réprimande Butters pour sa conduite "blessante" envers Took-Tan-ra. Quand Butters leur dit qu'il a peut-être été maudit par la momie, mais la police dit que Took-Tan-ra leur a dit l'inverse. Ils informent également Butters qu'il doit partager les dommages causés par le déchaînement de la momie et lui délivrent une convocation, lui conseillant ainsi qu'à la momie de rester à l'écart l'un de l'autre.
À la suite d'autres attaques de la momie, Butters rencontre le conseiller scolaire, M. Mackey, mais est incrédule d'apprendre que le mort-vivant a également parlé à Mackey, qui exprime une vision sympathique de la créature. Butters rencontre plus tard ses camarades de classe dans un fast-food et leur dit qu'il doit mettre fin à la malédiction, pointant les textes et les selfies sans fin que Took-Tan-ra lui envoie, mais ses camarades de classe, comme tout le monde, parlent comme si la faute incombe à Butters et lui conseille de rompre avec lui, alors même que la momie se présente pour continuer sa campagne de harcèlement.
Shelly prépare un breuvage de sorcière et récite une incantation d'accompagnement qui lui accordera sa vengeance. Elle jette le breuvage sur la marijuana Halloween Special, horrifiant Randy et son partenaire commercial, Servietski. Cela s'avère être une formule de croissance améliorée qui augmente le rendement de Randy. Cependant, lorsqu'il refuse de conduire Shelly à une foire du livre le soir d'Halloween, elle détruit le spécial Halloween emballé, incitant Randy à demander à la police de la mettre en prison pour la nuit. Elle est placée dans une cellule avec Butters, qui a été emprisonné parce que lui, et non la momie, "manipule la momie avec son égoïsme passif-agressif".
À la fête de Randy, les fêtards qui fument le Halloween Special se transforment en monstres. Randy est alors confronté à un mort-vivant Winnie l'ourson, que Randy a assassiné dans l'épisode A l'assaut de la Chine. D'autres monstres suivent, dont un Harvey Weinstein invisible, qui viole Randy lors de son appel téléphonique d'urgence à la police. La police se précipite vers Tegridy Farms avec Butters, dans l'espoir qu'il puisse utiliser ses pouvoirs de manipulation pour arrêter la momie, qui, selon eux, est à l'origine des attaques. Cependant, les horreurs vécues par Randy se révèlent être une hallucination causée par la marijuana mutée. Shelly met fin à ces hallucinations en préparant un antidote qu'elle jette sur Randy. L'officier de police, le sergent Harrison Yates, informe Butters que la momie n'était pas à blâmer pour l'urgence, ce qui incite Butters à s'excuser auprès de la momie. La momie décide de partir pour de bon, mais avant de le faire, donne à Butters une note écrite en hiéroglyphes qui se traduit par "J'espère que tu pourras obtenir l'aide dont tu as besoin. Je ne peux pas te réparer." Randy se réveille trois jours plus tard, et quand sa femme, Sharon, dit qu'il était le seul à avoir apprécié le spécial d'Halloween, il dit qu'il était à peu près le public cible de toute façon. Il est également soulagé de ne pas avoir vraiment eu de relations sexuelles anales avec Harvey Weinstein, bien que lui et sa famille soient choqués de trouver un préservatif usagé qui les amène à s'interroger.

## Accueil
John Hugor avec The A.V. Club a attribué à l'épisode une note de C +, le qualifiant d '«inégal». Il a déclaré que l'épisode avait un fort potentiel mais s'est finalement senti précipité.
Joe Matar, écrivant dans Den of Geek, a attribué à l'épisode une note de 2 étoiles sur 5. Il a critiqué l'histoire de Tegridy Farms, qui, selon lui, avait déjà été explorée dans l'épisode Piqûres !!! et a pensé que l'intrigue générale était " ennuyeuse ".